# جان فنسنت شيل
جان فنسنت شيل (بالألمانية: Jean-Vincent Scheil) هو راهب دومينيكاني وعالم آثار فرنسي من أصل ألماني ألزاسي ولد في يوم 10 يونيو 1858 في قرية كونيغسماكر في فرنسا، أشتهر بعد اكتشافه لمسلة حمورابي في إيران في سنة 1911 والموجودة حالياً في متحف اللوفر في باريس، إختص بدراسات علم المصريات وعلم الآشوريات وإكتشف عدة ألواح أثرية في تنقيباته في العراق وإيران وتركيا، وقد توفي في يوم 21 سبتمبر 1940 في باريس.